# Paralichthys tropicus
Paralichthys tropicus is een straalvinnige vis uit de familie van schijnbotten (Paralichthyidae), orde platvissen (Pleuronectiformes), die voorkomt in het westen en het zuidwesten van de Atlantische Oceaan.

## Anatomie
Paralichthys tropicus kan een maximale lengte bereiken van 50 cm. Het lichaam van de vis heeft een gedrongen vorm. 
Wel zijn er 69 tot 80 dorsale stralen en 55 tot 64 anale stralen. 

## Leefwijze
Paralichthys tropicus is een zoutwatervis die voorkomt in een tropisch klimaat. De diepte waarop de soort voorkomt is maximaal 185 m onder het wateroppervlak. 

## Relatie tot de mens
Paralichthys tropicus is voor de visserij van beperkt commercieel belang. De soort komt niet voor op de Rode Lijst van de IUCN. 